# Super-rotación atmosférica
La superrotación atmosférica es el estado en el que la atmósfera de un planeta o, en su caso, de un satélite, gira más rápido que el propio astro en su movimiento rotatorio. La atmósfera de Venus es un ejemplo de superrotación extrema; la atmósfera de Venus da la vuelta al planeta en solo cuatro días terrestres, mucho más rápido que el día sidéreo de Venus equivalente a 243 días terrestres. También se ha observado una superrotación atmosférica en Titán, el satélite más grande de Saturno.
Se cree que la termosfera de la Tierra tiene una superrotación neta pequeña superior a la velocidad de rotación de la superficie, aunque las estimaciones del tamaño del fenómeno varían ampliamente. Algunos modelos sugieren que es probable que el calentamiento global provoque un aumento de la superrotación en el futuro, incluida la posible superrotación de los vientos superficiales.